# 13033 Gardon
13033 Gardon eller 1989 TB5 är en asteroid i huvudbältet som upptäcktes den 7 oktober 1989 av den belgiske astronomen Eric W. Elst vid La Silla-observatoriet. Den är uppkallad efter floden Gardon i Frankrike.
Asteroiden har en diameter på ungefär 4 kilometer.